# Vescomtat d'Orte
El vescomtat d'Orte (en francès Orthe) fou una jurisdicció feudal de Gascunya que abraçava un territori similar a l'actual cantó de Peyrehorade, al sud de Dacs amb tretze parròquies, i que conformen el parçan (comarca occitana) del País d'Òrta: Orte (Orthevielle), Peyrehorade (Igaas), Lanne (Port-de-Lanne), Sant Esteve d'Orte (Saint-Étienne-d'Orthe), Belús, Orist, Sant Lon (Saint-Lon-les-Mines), Pey, Siest, Cagnotte, Cazorditte, Cauneille i Oeyregave (les dues darreres foren baronies vinculades a la casa vescomtal). Al vescomtat hi havia uns trenta castells, el més conegut el d'Aspremont que va acabar donant nom a la família.
A la mort del duc Sanç IV de Gascunya el 977 les terres d'Oloron, Tursan, Dacs (Dax), Orte, i Gabardà amb títol vescomtal (vescomte de Gascunya) foren heretades pel seu fill Aner, que probablement ja les governava abans. Aner va morir no gaire després, vers el 978 i va repartir els seus dominis entre els seus tres fills: Sanç, que va rebre el vescomtat de Tursan; Donat, que va rebre el vescomtat de Gabardà; i Llop que va rebre el vescomtat d'Oloron. Llop va morir vers el 985 i va repartir els seus dominis entre dos fills: Aner, que va rebre Oloron, i Arnau que va rebre Dacs (Dax) amb Orte. El seu fill Garcia Arnau conegut per Toquelis el va seguir en ambdós vescomtats i va morir abans del 1061 entrant llavors en un període incert. Sembla que la successió pogué anar a un fill anomenat Arnau II (que segurament va governar Dacs) i un altre anomenat Llop Garcia que primer fou vescomte a Orte però potser va heretar a sa germà i vers el 1065 va deixar repartir el vescomtat reunificat entre els dos fills: Ramon I que va rebre el vescomtat de Dacs (Dax) i Garcia que va rebre el d'Orte. La línia de Garcia va continuar amb el seu fill Llop (vers 1067-1080), el fill d'aquest, Sanç (vers 1080-1090) i el net (fill de Sanç) Guillem Sanç conegut per Malfara (vers 1090-1115); el va seguir el seu germà Ramon I Sanç dit el Piadós que va morir el 1146. El seu fill Arnau Ramon va governar fins passat el 1150, probablement fins al 1156. El va succeir sa germà Guillem Ramon "Espasapesada", casat amb Baiona de Lapurdi, mort vers el 1173, i va seguir el seu fill Llop II. A la seva mort el 1212 fou vescomte Ramon Arnau, que va participar en les lluites dels albigesos, fins a una data vers el 1221, i el va seguir el seu fill Arnau Ramon el croat que el 1234 va deixar el càrrec i es va fer monjo (va morir el 1244) i el va succeir el seu oncle Ricard I (germà de Ramon Arnau) que era senyor d'Aspremont. Des de llavors els vescomtes van esser coneguts com els Aspremont. Ricard va morir el 1243 i el va succeir el seu fill Llop Ramon però sota regència de la seva muller Na Aumus de Cognac (1244 a 1254). Ramon II fou el següent vescomte que va abandonar el càrrec al seu fill Ricard que el va ostentar fins al 1295 al mateix temps que la mort del pare. La dinastia va continuar regularment fins al segle xviii. El 1748 va morir Antoni III i el va succeir la seva filla Llúcia Antonieta que, amb la revolució, el 1789, va emigrar a Espanya.

## Llista de vescomtes
- Llop d'Oloron abans 977-985
- Arnau Llop 985-1029 (vescomte de Dacs i Orte)
- Garcia I Arnau "Toquelis" 1029-després de 1050 (de Dacs i Orte)
- Llop I Garcia) després de 1050-1065 (possible vescomte de Dax i Orte)
- Garcia II Llop 1065-1067
- Llop II 1067-1080
- Sanç I Llop vers 1080-1090
- Guillem I Sanç "Malfara" vers 1090-1115
- Ramon I Sanç el Piadós 1115-1146
- Arnau I Ramon 1146-1156
- Guillem Ramon "Espasapesada" 1156-1173
- Llop II 1173-1212
- Ramon Arnau I 1212-1221
- Arnau Ramon I el croat 1221-1237
- Ricard 1237-1243
- Llop Ramon 1243-1254
- Regència de Aumus e Cognac 1244-1254
- Ramon II 1254-1295
- Arnau Ramon II 1295
- Arnau Ramon III 1295-1345
- Ramon Arnau II 1345
- Arnau Ramon IV 1345-1360
- Joan I (fill) 1360-1409
- Lluís I (fill) 1409-1451
- Lluís II (fill) 1451-1480
- Pere (fill) 1480-1532
- Adrià (fill) 1532-1578
- Joan II Cèsar (fill) 1578-1618
- Antoni I (fill) 1618-1658
- Joan III (fill) 1658-1704
- Dominic (nebot) 1704-1726
- Antoni II (Antoní) 1726-1759 (fill)
- Antoni III Enric Melcior 1759-1772 (fill)
- Llúcia Antonieta 1772-1793 (filla)
  - Casada amb Joan, comte de Montréal i Troisvilles, marquès de Moneins, vescomte de Tardets, baró de Montory i Beyrie